# لیلا (فیلم ۱۹۸۴)
لیلا (به هندی: Laila) فیلمی محصول سال ۱۹۸۴ و به کارگردانی ساوان کومار تک است. در این فیلم بازیگرانی همچون آنیل کاپور، پونام دیلون، سونیل دات، پران، آنیتا راج، یوگتا بالی، نینا گوپتا ایفای نقش کرده‌اند.